# 야마베 가나에
야마베 가나에(일본어: 山部 佳苗, 1990년 9월 22일~)는 일본의 유도 선수로 2016년 하계 올림픽에서 여자 헤비급 동메달을 획득했다.